# Goodbye Earth
Goodbye Earth är en sydkoreansk thriller- och dramaserie som hade premiär på strömningstjänsten Netflix den 26 april 2024. Första säsongen består av tolv avsnitt.

## Handling
Serien kretsar kring fyra personers liv när de fått reda på att en asteroid kommer att krocka med jorden om 200 dagar.

## Rollista (i urval)
- Ahn Eun-jin – Jin Se-kyung
- Yoo Ah-in – Yoon Sang-eun
- Jeon Sung-woo – Woo Seong-jae
- Kim Yoon-hye – Kang In-ah
- Kim Kang-hoon